# Binovac
Binovac (en serbe cyrillique : Биновац) est un village de Serbie situé sur le territoire de la Ville de Smederevo, district de Podunavlje. Au recensement de 2011, il comptait 262 habitants.
Binovac est situé sur les bords de la Ralja.

## Démographie

### Évolution historique de la population
| 1948 | 1953 | 1961 | 1971 | 1981 | 1991 | 2002 | 2011 |
| ---- | ---- | ---- | ---- | ---- | ---- | ---- | ---- |
| 827  | 857  | 848  | 769  | 732  | 720  | 444  | 262  |

|  |